# North Palisade
North Palisade je s nadmořskou výškou (4 343 m) třetí nejvyšší horou pohoří Sierra Nevada a čtvrtou nejvyšší horou Kalifornie.
Leží v jižní části Střední Kalifornie, ve Fresno County, na severovýchodní hranici Národního parku Kings Canyon.
Je součástí horské skupiny Palisades.

## Geografie
V blízkosti vrcholu se nachází ledovec Palisade Glacier, největší v pohoří Sierra Nevada. Hora má několik dalších nižších vrcholů: Polemonium Peak (4 294 m), Starlight Peak (4 328 m) a Thunderbolt Peak (4 268 m).